# Cicadula melanogaster
Cicadula melanogaster är en insektsart som beskrevs av Léon Abel Provancher 1872. Cicadula melanogaster ingår i släktet Cicadula och familjen dvärgstritar. Inga underarter finns listade i Catalogue of Life.